# Faggen
Faggen este un oraș în Austria.